# Шерфези, Ивица
Ивица Шерфези (хорв. Ivica Šerfezi; 1 декабря 1935, Загреб — 28 мая 2004, Загреб) — югославский и хорватский певец и композитор. 

## Биография
Родился 1 декабря 1935 года в Загребе.
Окончил Загребский университет по специальности "география". Однако увлечение музыкой и пением уже в 1954 году привело его на эстраду, и с тех пор Ивица стал солистом радио и телевидения в Загребе, популярным певцом, имя которого было известно во многих странах мира.
Первые концерты Ивицы проходили на танцплощадках студенческих клубов, но наиболее успешным стало его совместное с Доменико Модуньо выступление на стадионе ФК «Динамо».
В 1960-е годы Ивица Шерфези стал известным певцом не только в Югославии, но и за рубежом: в СССР, ГДР, Чехословакии, Канаде, США (там он даже записал альбом) и в других странах. Всего за свою жизнь он записал пятнадцать золотых пластинок общим тиражом один миллион копий. В основном певец сотрудничал с композитором Никицей Калогьерой, выступал также в дуэте с Люпкой Димитровской.
В 1970 году был показан фильм-концерт с участием Ивицы Шерфези и его ансамбля.
Ивица Шерфези провёл много гастрольных туров по всему миру. Его знали в СССР по многочисленным выступлениям, которые всегда проходили с огромным успехом. В программе молодого артиста были песни о любви и югославские народные песни.
Шерфа (или Шериф), как называли его друзья, был также успешным спортсменом: он играл в теннис и гольф, был постоянным гостем на спортивных аренах и заядлым футбольным и хоккейным болельщиком.
Во время военного конфликта 1990-х годов на территории бывшей Югославии Ивица Шерфези вступает в «Хорватский музыкальный союз» — некоммерческую гуманитарную организацию, которая проводила концерты в помощь пострадавшим.  16 января 1992 года в зале «Ватрослав Лисинский» принял участие в концерте «Moja Domovina» («Моя Родина»), посвящённом международному признанию независимости Хорватии.
В последние годы Ивица Шерфези выступал в сопровождении вокально-инструментального ансамбля «Загреб», которым руководил Слободан Мочилович.
Шерфези был сторонником здорового образа жизни, но в последние годы его стал беспокоить желудок. В феврале 2004 года ему делают операцию, в ходе которой был поставлен страшный диагноз: рак желудка. Пройдя в марте курс химиотерапии, в апреле музыкант уже вернулся на музыкальную сцену. О состоянии здоровья знали только родственники и близкие друзья.
За восемь дней до смерти, 20 мая 2004 года, Ивица совместно с немецкой певицей Дагмар Фредерик выступал в Дубровнике. У Шерфези вместе с Фредерик было запланировано совместное турне по бывшей Восточной Германии, где он был хорошо известен и уважаем (о чём свидетельствует тот факт, что на концерт в Дрездене были распроданы все билеты), но этим планам уже не суждено было осуществиться, поскольку 28 мая Шерфези ушёл из жизни.
Похоронен в Загребе на Мирогойском кладбище.

## Личная жизнь
Был женат, имел двух дочерей.

## Награды
- Международный фестиваль песни в Дрездене (1973 год, 1-я премия)[4].